# Френкель, Марк Исаакович
Марк Исаа́кович Фре́нкель (14 августа 1909, Бар, Подольская губерния — 20 июня 1982, Ленинград) — советский учёный в области машиностроения, доктор технических наук, профессор, деятель отечественного компрессоростроения, основоположник теории и инженерного метода расчета поршневых компрессоров.
Значение слова «[bse.sci-lib.com/article063593.html Компрессор]» в Большой советской энциклопедии объясняется, в частности, со ссылкой на его работу Поршневые компрессоры (3 изд., Л.—М., 1969).

## Биография
Родился 14 сентября 1909 в городе Бар (ныне — Винницкая область, Украина).
В июне 1929 года поступил на учёбу в Ленинградский политехнический институт на специальность «Химическое машиностроение»
В 1932 году начал работать инженером-конструктором в Гипроазотмаш`е (Ленниихиммаш)
В мае 1934 года защитил дипломный проект «Разработка теории регулирования поршневого компрессора» (научный руководитель Н. А. Доллежаль).
В октябре 1934 года начал работать в качестве ассистента кафедры компрессорных машин ЛПИ.
В октябре 1935 года поступил в аспирантуру ЛПИ.
В 1936 году начал работу преподавателем на кафедре компрессоростроения ЛПИ.
В 1937 году опубликовал конспекты лекций по поршневым компрессорам.
В июне 1938 году окончил аспирантуру ЛПИ.
В апреле 1939 году защитил кандидатскую диссертацию на тему «Теория поршневых компрессоров» (научный руководитель профессор К. И. Страхович).
В сентябре 1939 года перешёл на должность доцента кафедры компрессорных машин ЛПИ. Одновременно в Гипроазотмаше он руководит разработкой принципиально новой конструкции свободнопоршневого парокомпрессора.
В июне 1941 года по ходатайству Гипроазотмаша был командирован в город Сумы на завод имени М. В. Фрунзе с целью форсировать работы по пуску свободнопоршневого парокомпрессора.
В 1945 году начал работать старшим научным сотрудником в лаборатории гидравлических машин ЛПИ. Руководил работами по исследованию самодействующих клапанов по договорам с НИИХимМашем и заводом № 103.
В 1949 году издал монографию «Поршневые компрессоры» (первая редакция; в 1960 году — вторая редакция).
В 1961 году защитил диссертацию на соискание учёной степени доктора технических наук на заседании ученого совета Ленинградского технологического института холодильной промышленности (Санкт-Петербургский государственный университет низкотемпературных и пищевых технологий]).
В 1969 году издал монографию «Поршневые компрессоры» (третья редакция).
Дети: Френкель Исаак Маркович, Френкель Михаил Маркович, Френкель Наталья Марковна
В Ленинграде проживал по адресу: улица Карбышева, 6, корпус 2, кв. 20.

## Основные труды
1. Френкель М. И. Поршневые компрессоры : теория, конструкции и основы проектирования. — М.—Л.: Машгиз, 1949.
2. Френкель М. И. Прямоточные клапаны для поршневых компрессоров. — Передовой научно-технический и производственный опыт. [Промышленная энергетика].. — М.: Акад. наук СССР. Филиал Всесоюз. ин-та науч. и техн. информации, 1949. — 743 с. — (№Э-58-83).
3. Френкель М. И. Поршневые компрессоры : теория, конструкции и основы проектирования. — М.—Л.: Машгиз, 1960. — 654 с.

В книге изложены термодинамические основы сжатия газов, теория и расчет поршневых компрессоров, а также вопросы их проектирования с учётом привода от поршневых и электрических двигателей.
Значительное место уделено проблемам снижения потерь давления и энергии, возникающих в клапанах и коммуникации при пульсирующем потоке газа. Приведен расчет самодействующих клапанов, подробно рассмотрены способы регулирования производительности. Даны классификация существующих способов регулирования и их характеристика, выведены зависимости для расчета.
4. Страхович К. И., Френкель М. И., Кондряков И. К., Рис В. Ф. Компрессорные машины. — М.: Гос. изд-во торговой литературы, 1961. — 600 с.
В книге изложены основы теории и расчетов, конструкции и эксплуатационные характеристики поршневых, центробежных и осевых компрессоров. Приведена методика термогазодинамических расчетов, а также даны некоторые расчеты специальных деталей на прочность.
Учебник составлен по программе технологических вузов. Он может быть использован специалистами при проектировании, конструировании и эксплуатации компрессорных машин и установок.
5. Френкель М. И. Поршневые компрессоры: теория, конструкции и основы проектирования. — Л.: Машиностроение, 1969. — 743 с.
В книге изложены термодинамические основы сжатия газов, теория и расчет поршневых компрессоров, а также вопросы их проектирования с учётом привода от поршневых и электрических двигателей.
Значительное место уделено проблемам снижения потерь давления и энергии, возникающих в клапанах и коммуникации при пульсирующем потоке газа. Приведен расчет самодействующих клапанов, подробно рассмотрены способы регулирования производительности. Даны классификация существующих способов регулирования и их характеристика, выведены зависимости для расчета.
В третьем издании книги приведены новейшие конструктивные схемы многоступенчатых поршневых компрессоров и дан их анализ, рассмотрены типовые конструкции и отмечены присущие им особенности. Расширен ряд разделов теории компрессоров, приведены новые зависимости для выполнения термодинамических расчетов и проектирования систем регулирования производительности.
Книга предназначена для инженерно-технических работников, занимающихся конструированием и исследованием поршневых компрессоров. Она также может быть использована студентами вузов, специализирующимися в области компрессоростроения.
6. Frenkel Mark Isaakovich. Porshnevye kompressory. German. Kolbenverdichter; Theorie, Konstruktion und Projektierung. — Berlin: Technik, 1969. — 747 с.
Самая известная работа: «Поршневые компрессоры : теория, конструкции и основы проектирования» — является настольной книгой всех российских (и зарубежных тоже) проектных организаций, занимающихся объемными компрессорами.

## Иностранные патенты
1. Cylinder of piston compressor
2. DIRECT-FLOW CYLINDRICAL VALVE
3. UNIFLOW VALVE
4. STRAIGHTWAY VALVE
5. Straightway valve